# Державне агентство лісових ресурсів України

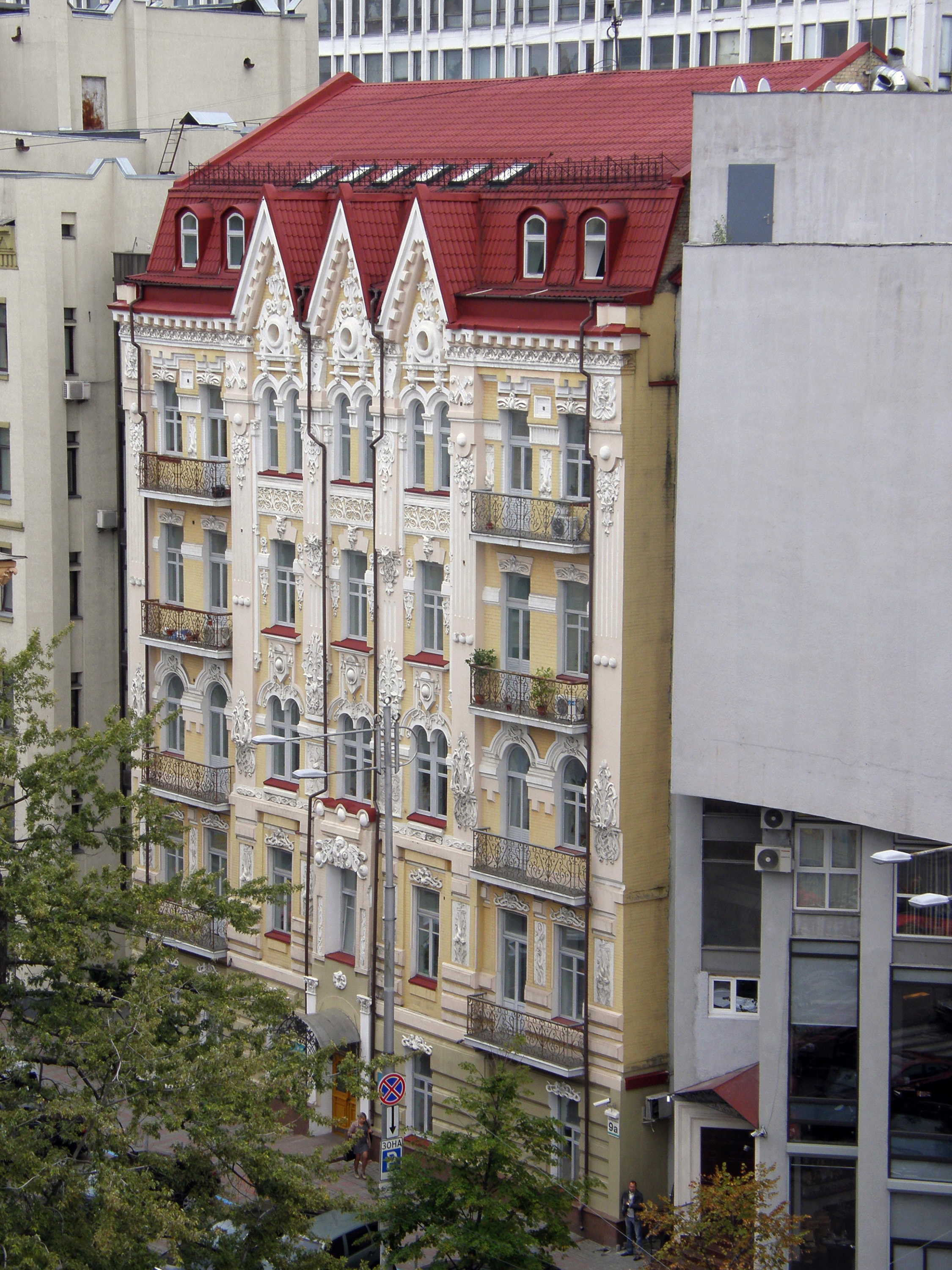
Державне агентство лісових ресурсів України

Держа́вне аге́нтство лісови́х ресу́рсів Украї́ни (Держлісагентство) — центральний орган виконавчої влади України з питань лісового, мисливського господарства, полювання та мисливського собаківництва. Утворене шляхом реорганізації Державного комітету лісового господарства України.
Діяльність Держлісагентства спрямовується і координується Кабінетом Міністрів України через Міністра захисту навколишнього середовища і природних ресурсів.
Наукове забезпечення галузі здійснюють науково-дослідний інститут лісового господарства і агролісомеліорації (УкрНДІЛГА) із Степовим і Поліськими філіалами та 7 науково-дослідними станціями, інститут гірського лісівництва (УкрНДІгірліс) з науково-дослідною станцією, 2 проектно-вишукувальні інститути лісового господарства «Укрдіпроліс» і «Харківдіпроагроліс».

## Історія управління лісовим господарством в Україні
У часи Російської імперії займався лісовий департамент, який був заснований у 1799 році.
Першим органом в Україні у справах лісового господарства став заснований більшовиками у 1919 році підвідділ лісового господарства відділу сільського господарства при Всеукраїнському революційному комітеті. З 1920 році він був в управлінні Народного Комісаріаті землеробства УССР, а в 1922 році було створене Всеукраїнське управління лісами (ВУПЛ), а в губерніях — губернські лісові управління. У 1929—1932 роках лісовим господарством керував Український державний лісогосподарський трест (Укрдержліс).
З 1932 року питання лісового господарства були в підпорядкування центральних органів СРСР. У 1932—1936 роках діяло Управління Уповноваженого Нарком лісгоспу СРСР при Раднаркомі України, а у 1936—1947 роках — Українське Управління лісоохорони і лісонасаджень Головного управління лісоохорони і лісонасаджень при Раднаркомі СРСР (з 1946 року — при Раді Міністрів СРСР) «Головлісохорона».
У 1947—1953 роках діло створене Міністерство лісового господарства УРСР. Після його ліквідації лісовим господарством у 1954—1959 роках керувало Головне управління лісового господарства і полезахисного лісорозведення Міністерства сільського господарства УРСР, у 1960—1966 роках — головне управління лісового господарства і лісозаготівель при Раді Міністрів УРСР.
У 1967 році було відновлено Міністерство лісового господарства УРСР (з 1991 року Міністерство лісового господарства України). 
У 1997 році міністерство було реорганізоване в Державний комітету лісового господарства України, центральний орган виконавчої влади України з питань лісового, мисливського господарства, полювання та мисливського собаківництва. Діяльність Держкомлісгоспу спрямовувалося і координувалося Кабінетом Міністрів України через Міністра охорони навколишнього природного середовища.
Наукове забезпечення галузі здійснювали науково-дослідний інститут лісового господарства і агролісомеліорації (УкрНДІЛГА) із Степовим і Поліськими філіалами та 7 науково-дослідними станціями, інститут гірського лісівництва (УкрНДІгірліс) з науково-дослідною станцією, 2 проектно-вишукувальні інститути лісового господарства «Укрдіпроліс» і «Харківдіпроагроліс».
13 квітня 2011 року було затверджене Положення про Державне агентство лісових ресурсів України.

### Керівники лісового господарства України
- Марченко Олександр Григорович (1870—1940) — начальник Всеукраїнського управління лісами (1920—1923)
- Ліждвой Андрій Петрович (1893—1937) — начальник Головлісохорони при Раднаркомі УССР (1936—1937)
- Черников Степан Іванович (1900—1953) — начальник Головлісохорони при Раднаркомі УССР (1937—1947),

Міністри лісового господарства УРСР
- Солдатов Анатолій Гаврилович (1906—1973) — міністр (1949—1953), начальник Головного управління лісового господарства та полезахисного лісорозведення Міністерства сільського господарства УРСР (1953—1959)
- Лук'янов Борис Миколайович (1921—1979) — начальник Головного управління лісового господарства і лісозаготівель при Раді Міністрів УРСР (1959—1966), міністр (1966—1979)
- Байтала Василь Дем'янович (1980—1987)
- Самоплавський Валерій Іванович (1987—1991)

Міністри лісового господарства України
- Самоплавський Валерій Іванович (1991—1997)

Голови Державного комітету лісового господарства України
- Самоплавський Валерій Іванович (.07.1997—.04.2002)
- Колісниченко Микола Васильович (.04.2002—.05.2005)
- Червоний Віктор Олександрович (.05.2005—.09.2006)
- Сівець Віктор Миколайович (.09.2006—.02.2008)
- Тимошенко Микола Михайлович (.07.2008—.03.2010)
- Шершун Микола Харитонович (.03.2010—.12.2010)

Голови Державного агентства лісових ресурсів України
- Сівець Віктор Миколайович (2011—2014)
- Черняков Валерій Вікторович (2014—2015)
- Ковальчук Олександр Петрович (2015—2016)
- Юшкевич Христина Василівна (2016—2018)
- Заблоцький Андрій Володимирович (2019—2020)
- Кузьович Василь Степанович (2020—2021)
- Болоховець Юрій Віталійович (2021—2023)[8]
- Смаль Віктор Ігорович (2023 - теп.час)

## Основні функції
- здійснює державне управління в галузі ведення лісового і мисливського господарства, а також державного контролю за додержанням законодавства з ведення лісового господарства (окрім державного контролю за шкідливими організмами та захистом рослин);
- здійснює державне управління територіями та об'єктами природно-заповідного фонду в лісах підприємств, установ та організацій, що належать до сфери його управління;
- організовує ведення лісовпорядкування та мисливського впорядкування;
- веде державний лісовий кадастр та облік лісів;
- здійснює моніторинг ґрунтів з метою вирощування продуктивних лісових насаджень, лісової рослинності, мисливських тварин.

## Охорона лісів від пожеж
До щорічного зростання пожежної небезпеки в лісах, зумовленого глобальним потеплінням, у 2022 році додалися пожежі в лісових масивах, викликані бойовими діями, обстрілами, а також наявність замінованих територій із значною кількістю вибухонебезпечних предметів, що унеможливлює своєчасне виявлення та оперативне реагування.
За 2022 рік в лісах галузі ліквідовано 1012 пожеж на площі 15,7 тис. га, що у 1,5 рази більше від кількості та у 54 рази від площі загорянь за попередній рік. Середня площа однієї пожежі зросла у 35 разів та становила 15,5 га, а збитки склали 439 млн гривень.
У 27 відсотків випадків до гасіння пожеж залучалися сили та засоби ДСНС.
У 202 випадках площа загоряння перевищила 5 га. Загальна площа всіх великих пожеж з початку року склала 14,4 тис. га, у т.ч. верхових – 1,2 тис. гектарів.
Зазначимо, що облік пожеж здійснювався без урахування значної частини лісів (зокрема, Запорізької, Луганської, Миколаївської, Донецької, Херсонської та інших областей), де велися бойові дії, а частина територій зазначених областей наразі перебуває під контролем окупантів. Оцінити прямі та побічні збитки від лісових пожеж, здійснити інструментальну зйомку площ, пройдених вогнем, неможливо, вони будуть відкориговані після закінчення воєнних дій та звільнення і розмінування тимчасово окупованих територій.
Для порівняння: у 2021 р. ліквідовано тільки одну велику пожежу, у 2020 р. – 95 пожеж. Загальна площа великих пожеж зросла у порівнянні з минулим роком у 2363 рази, а у порівнянні з 2020 роком – зменшилася у 5 разів.
Основними причинами виникнення пожеж (62%) - загоряння насаджень внаслідок проведення активних бойових дій, обстрілів крилатими ракетами та снарядами, а також наявністю в них вибухонебезпечних предметів.
З метою попередження лісових пожеж підприємствами влаштовано майже 12 км протипожежних розривів і бар’єрів та 36,2 тис. км мінералізованих смуг, проведено догляд за ними в обсязі 164 тис. кілометрів.
У лісових масивах вздовж доріг загального користування та у місцях відпочинку населення виставлено 10,3 тис. аншлагів, панно, плакатів на протипожежну тематику. У ЗМІ оприлюднені 2,3 тис. статей, організовано 911 виступів на радіо та 185 на телебаченні, проведено 11,6 тис. лекцій та бесід про дотримання вимог пожежної безпеки в лісах. Перекрито 12,5 тис. позапланових доріг.
Проведено 16,5 тис. рейдів щодо дотримання вимог Правил пожежної безпеки в лісах України, оштрафовано 161 порушника на загальну суму 265 тис. гривень.
У 2023 році державне підприємство «Ліси України» почали роботу над створенням понад 120 рекреаційних пунктів «Лісовичок» по всій території держави. Там переконують, що рекреаційні пункти допоможуть вберегти ліси від пожеж, які виникають через вогнища, які люди розводять під час відпочинку в необлаштованих для цього місцях. Рекреакційні пункти містять альтанки, облаштовані для обідів на природі та місця, де можна приготувати шашлик, використовуючи дрова, які надають «Лісах України» і дотримуючи всіх протипожежних норм безпеки. Перший такий пункт облаштували в селі Колки, що на Рівненщині.

## Керівництво Державного агентства лісових ресурсів України
- Голова — Смаль Віктор Ігорович.

## Структура
| Назва                                                                                              | Керівник                                  | Контактна інформація                                                             |
| -------------------------------------------------------------------------------------------------- | ----------------------------------------- | -------------------------------------------------------------------------------- |
| Північно-Західне міжрегіональне управління лісового та мисливського господарства (м. Рівне)        | Чуприна Сергій Васильович                 | https://nw.forest.gov.ua/ Email: info@nw.forest.gov.ua 0362-63-46-81             |
| Західне міжрегіональне управління лісового та мисливського господарства (м. Львів)                 | Дейнека Анатолій Михайлович               | https://w.forest.gov.ua/ Email: info@w.forest.gov.ua 032-297-61-21               |
| Південно-Західне міжрегіональне управління лісового та мисливського господарства (м. Хмельницький) | Т.в.о. Лукомський Олександр Олександрович | Email: info@sw.forest.gov.ua 038-278-81-55                                       |
| Центрально-Західне міжрегіональне управління лісового та мисливського господарства (м. Вінниця)    | Перов Сергій Григорович                   | Email: info@cw.forest.gov.ua 0432-61-17-42                                       |
| Центральне міжрегіональне управління лісового та мисливського господарства (м. Житомир)            | Смічик Сергій Петрович                    | https://c.forest.gov.ua/ Email: info@cw.forest.gov.ua 097-815-37-56              |
| Північне міжрегіональне управління лісового та мисливського господарства (м. Чернігів)             | Аніщенко Сергій Михайлович                | https://n.forest.gov.ua/ Email: info@n.forest.gov.ua 0462-67-69-42               |
| Північно-Східне міжрегіональне управління лісового та мисливського господарства (м. Харків)        | Т.в.о. Лисенко Олександр Григорович       | https://ne.forest.gov.ua/ Email: info@ne.forest.gov.ua 095-467-98-29             |
| Південно-Східне міжрегіональне управління лісового та мисливського господарства (м. Дніпро)        | Селюк Володимир Іванович                  | https://se.forest.gov.ua/ Email: info@se.forest.gov.ua 056-722-25-05             |
| Південне міжрегіональне управління лісового та мисливського господарства (м. Миколаїв)             | Ткач Олег Миколайович                     | https://s.forest.gov.ua/ Email: info@s.forest.gov.ua 095-122-00-74 097-045-77-21 |

## Відомчі відзнаки
Нагрудний знак «Відмінник лісового господарства України»– відомча заохочувальна відзнака, що вручається працівникам Державного агентства лісових ресурсів України відповідно до наказу Міністерства аграрної політики та продовольства України № 183 від 18.03.2013 р. за вагомий внесок у лісове господарство України та особливі заслуги перед державою.